# Flynn Glacier
Flynn Glacier är en glaciär i Antarktis. Den ligger i Östantarktis. Australien gör anspråk på området. Flynn Glacier ligger 627 meter över havet.
Terrängen runt Flynn Glacier är varierad, och sluttar österut. Trakten är obefolkad. Det finns inga samhällen i närheten. 